# تاكارا (شركة)
تاكارا (بالإنجليزية: Takara)‏، هي شركة يابانية سابقة كانت تقوم بإنتاج وتطوير ألعاب الفيديو، تأسست الشركة عام 1955، وأندمجت عام 2006 مع منافستها، تومي. كانت الشركة تتمركز في طوكيو، وكانت توزع منتجات وحقوق شركة هاسبرو داخل اليابان، وأيضا مونوبولي.